# Savoia-Marchetti SM.87
Bei der Savoia-Marchetti SM.87 handelt es sich um die Schwimmerflugzeug-Version der SM 75.

## Entwicklung
Das Flugzeug wurde für die argentinisch-italienische Corporacion Sud-Americana de Transportes Aereos im Jahre 1938 entwickelt, der Erstflug fand im Herbst 1939 statt. Da es Schwierigkeiten mit der argentinischen Regierung gab, die eine faschistische Unterwanderung Argentiniens befürchtete, verließ das italienische Personal der CSATA im August 1939 das Land.
Die Ala Littoria zeigte wenig Interesse an dem Muster, da sie mit der Cant Z.506 C ein geeignetes Flugzeug in der Klasse besaß. Nach dem italienischen Kriegseintritt wurden drei weitere bereits aufgelegte Flugzeuge fertiggestellt und dem Nucleo Ala zugeteilt. Der Einsatz erfolgte im Mittelmeerraum, ohne dass Verluste auftraten. Dabei zeigte sich, dass die SM.87 der Z.506 in fast allen Belangen unterlegen war. Daher wurden alle vier gebauten SM.87 ab 1942 auf der Strecke Rom–Sardinien eingesetzt. Auf dieser Strecke wurde am 20. Mai 1943 die I-INNO von Beaufightern angegriffen und beschädigt. Sie blieb in Sardinien zur Reparatur und wurde nach dem italienischen Waffenstillstand von der Aeronautica Co-Belligerante übernommen. Die übrigen drei Flugzeuge wurden in Vigna di Valle von der Deutschen Lufthansa beschlagnahmt. Die Flugzeuge wurden vermutlich im Dezember 1943 zum Bodensee überführt und dort verschrottet.